# Xyloperthodes houssiaui
Xyloperthodes houssiaui är en skalbaggsart som beskrevs av Vrydagh 1955. Xyloperthodes houssiaui ingår i släktet Xyloperthodes och familjen kapuschongbaggar. Inga underarter finns listade i Catalogue of Life.